# Nauru Tower
Nauru Tower   - wieżowiec na Hawajach. Mierzy 127 m. Został otwarty w 1992 roku. Budynek ma 44 piętra.